# Бетин, Олег Иванович
Оле́г Ива́нович Бе́тин (25 августа 1950, Тамбов — 17 июня 2023, Москва) — российский государственный деятель. Заместитель министра строительства и жилищно-коммунального хозяйства России с 25 мая 2015 по 12 ноября 2016 года.
Глава администрации Тамбовской области (1995; 1999—2015). Член партии «Единая Россия». Кандидат химических наук, доктор экономических наук (тема докторской диссертации — «Системные преобразования механизмов регулирования и управления межбюджетными отношениями в Российской Федерации»).

## Биография
Родился 25 августа 1950 года в Тамбове в многодетной семье.

### Образование и работа
В 1972 году окончил Тамбовский институт химического машиностроения. После института работал инженером. Потом поступил в аспирантуру в московском Научно-исследовательском физико-химическом институте им. Л. Я. Карпова. Окончил её в 1977 году. С 1977 года — старший научный сотрудник тамбовского НИИ
химикатов для полимерных материалов.

### В КПСС
С 1981 года — на партийной работе, был помощником первого секретаря Тамбовского обкома
КПСС, первым секретарем Котовского райкома КПСС.
В 1987 году окончил Ростовскую Высшую партийную школу.
Окончил Российско-американскую школу бизнеса и административного управления при Тамбовском техническом университете.
В 1990 году на Учредительном съезде КП РСФСР был избран членом ЦК этой партии.
С декабря 1991 года — заместитель, с января 1992 года — первый заместитель главы администрации Тамбовской области по вопросам экономики и управления.

### Глава администрации Тамбовской области (1995)
В марте 1995 года указом Президента РФ Б. Ельцина был назначен главой администрации Тамбовской области. На выборах главы областной администрации в декабре 1995 года уступил во втором туре коммунисту А. Рябову.

### Госслужба
С 1996 по 1998 год — начальник управления Федерального казначейства по Тамбовской
области. С 1998 по 1999 год — полномочный представитель Президента РФ в Тамбовской
области.

### Глава администрации Тамбовской области (1999—2015)
26 декабря 1999 года победил во втором туре выборов главы администрации
Тамбовской области, набрав более 50 % голосов избирателей и опередив второго претендента — действующего главу области А. Рябова (более 44 % голосов).
С января 2000 года по должности входил в Совет Федерации, являлся членом Комитета по бюджету, налоговой политике, финансовому, валютному и таможенному регулированию, банковской деятельности. В декабре 2001 года сложил полномочия сенатора в соответствии
с новым порядком формирования верхней палаты российского парламента.
С 17 сентября 2001 по 13 марта 2002 года — член президиума Государственного совета Российской Федерации.
7 декабря 2003 года был во второй раз избран губернатором Тамбовской области, набрав 71 % голосов избирателей, участвовавших в голосовании.
13 июля 2005 года депутатами Тамбовской областной Думы по представлению Президента РФ В. Путина был единогласно утвержден в должности губернатора области на новый срок.
28 мая 2010 года «Единая Россия», как партия, имеющая большинство в заксобрании Тамбовской области, представила президенту России список кандидатур на пост губернатора. В этот список вошли действующий губернатор Олег Бетин, депутат Госдумы Владимир Груздев и первый замглавы администрации Тамбовской области Александр Сазонов. 3 июня президент России Дмитрий Медведев внёс в Тамбовскую областную думу кандидатуру Олега Бетина для наделения его полномочиями губернатора на третий срок. 7 июня депутаты утвердили Бетина в должности, а 13 июля он официально вступил в должность на новый 5-летний срок.
25 мая 2015 года подал заявление о досрочной отставке с должности губернатора по собственному желанию, которое было удовлетворено президентом РФ. Временно исполняющим обязанности главы региона назначен председатель облдумы А. Никитин.

### В правительстве РФ
25 мая 2015 года Олег Иванович Бетин назначен заместителем министра строительства и жилищно-коммунального хозяйства России.
12 ноября 2016 года освобождён от занимаемой должности.
Скончался 17 июня 2023 года на 73-м году жизни в результате онкологического заболевания. Похоронен на Воздвиженском кладбище Тамбова.

## Высказывания огомосексуальности
22 апреля 2008 года, комментируя арест мэра Тамбова Максима Косенкова, проходившем обвиняемым в организации похищения Виталия Бабия, названного неустановленными лицами «его бывшим возлюбленным», и назначение заместителя губернатора Петра Черноиванова и. о. сити-менеджера, Бетин объявил основной задачей нового главы администрации — «прекратить безобразия» и «размести поганой метлой гадюшник» в мэрии.
16 мая 2008 года, в интервью газете «Комсомольская правда», Бетин назвал гомосексуальность «извращением», нарушающим «незыблемость принципов православия». По его словам, «люди, занимающиеся публичной политикой, обязаны быть высоконравственными», а Косенков, якобы имевший любовные отношения с мужчиной, «бросил тень на власть. На всю российскую власть в целом». Бетин призвал «чистить это поганое гнездо», а также центральные СМИ, в которых, по его мнению, «полно „голубых“». Отвечая на вопрос корреспондента о толерантности, Бетин заявил:

Что?! Толерантность?! К черту! Гомиков надо рвать. И по ветру бросать их куски!— Гей-скандал в Тамбове: Город лишили «хорошенького» мэра ...
В связи с этим заявлением московские гей-активисты обратились с заявлением в Генпрокуратуру РФ, усмотрев в словах Бетина состав преступления, предусмотренного статьей 282 Уголовного кодекса РФ (возбуждение ненависти либо вражды, а равно унижение человеческого достоинства). Однако, в конце июля 2008 года, следственный отдел по городу Тамбову следственного управления Следственного комитета при прокуратуре (СКП) РФ отказал в возбуждении уголовного дела в отношении главы администрации региона Олега Бетина, отметив, что по результатам проведенной проверки с участием анонимных экспертов в словах губернатора, сказанных им в интервью одной из федеральных газет, признаков преступления не выявлено:

Эксперты не сочли оскорбительными высказывания Олега Бетина. Они также дали заключение, что гомосексуалисты не являются некой социальной группой, в отношении которой может возбуждаться ненависть или вражда.— Новости NEWSru.com:: Очередной «голубой» скандал в Тамбове…
И. С. Кон охарактеризовал такое заключение как «результат социологической безграмотности» и пояснил, что геи «везде и всюду признаются социально-сексуальной группой, а если они начинают борьбу за свои гражданские права, то приобретают также статус социально-политической группы». По словам Кона, отсутствие официальной реакции президента Медведева, который отвечает за любые публичные заявления назначенного им чиновника, а также генпрокуратуры, — яркая «иллюстрация положения с правами человека в России».

Если они не займут в этом вопросе жесткую принципиальную позицию, им никогда не отмыться от обвинений в подстрекательстве к насилию. Это вопрос не гражданского, а уголовного права. Не говоря уже о репутации страны. Дискриминировать, оскорблять и подвергать насилию нельзя никого, гарантировать это обязано государство и его правоохранительные органы. Демагогические разговоры о «социальной группе» — всего лишь наведение тени на плетень, дымовая завеса отрицания прав человека.— WWW.GAY.RU: Радужные новости. Игоря Кона интересует реакция президента Медведева на призывы губернатора Бетина "рвать гомиков". 29 июля 2008 года
По результатам журналистского расследования корреспондентов газеты «Совершенно секретно» дело против бывшего мэра Тамбова Максима Косенкова было полностью сфабриковано.

## Основные достижения и награды
- Орден Почёта (12 августа 2000 года) — за большой вклад в социально-экономическое развитие области и многолетний добросовестный труд[12]
- В 2001 году О. И. Бетин Русским Биографическим институтом и руководством Русской Православной Церкви в номинации «Человек года» назван «Лучшим губернатором года».
- Лауреат главной бизнес-премии страны — Российской национальной премии «Бизнес-Олимп. Дарин» за 2002 год.
- 12 марта 2003 года Фондом имени В. И. Вернадского Олег Иванович награждён памятной медалью «За вклад в устойчивое развитие» и Дипломом Российской Академии наук — как руководитель динамично развивающегося региона.
- Указом Президента Российской Федерации от 28 января 2004 года за большой вклад в укрепление российской государственности и многолетнюю добросовестную работу Олег Иванович Бетин награждён орденом «За заслуги перед Отечеством» IV степени[13].
- В марте 2004 года О. И. Бетин стал лауреатом всероссийской общественной премии «Российский национальный Олимп», победив в номинации «Социальный региональный лидер России». В Государственном Кремлёвском Дворце ему были вручены персональный орден «За честь и доблесть» и символ высшего общественного признания — статуэтка «Золотой Олимп».
- О. И. Бетин назван лауреатом Международной премии «Персона года» за 2007 год в номинации «Региональный лидер».
- Указом Президента Российской Федерации от 25 января 2010 года за большой вклад в социально-экономическое развитие региона Олег Иванович Бетин награждён орденом «За заслуги перед Отечеством» III степени[14].
- Почётный знак «За заслуги в развитии физической культуры и спорта» (30 октября 2013 года) — за большой личный вклад в развитие физической культуры и спорта в Российской Федерации, пропаганду здорового образа жизни и в связи с 90-летием со дня образования федерального (государственного) и территориальных органов исполнительной власти в сфере физической культуры и спорта[15].
- Награждён всероссийской премией «Профессионал года — 2013» в номинации «Выбор читателей», учрежденной федеральным публицистическим изданием «Региональная Россия».
- Юбилейная медаль «МПА СНГ. 20 лет» (28 ноября 2013 года, Межпарламентская ассамблея СНГ) — за вклад в развитие и совершенствование правовых основ функционирования Содружества Независимых Государств, модельного и национального законодательства государств — участников МПА СНГ, а также в укрепление международных связей и межпарламентского сотрудничества[16].
- Орден преподобного Сергия Радонежского II степени (31 августа 2014 года) — во внимание к помощи Тамбовской епархии[17].
- Орден Дружбы (24 мая 2023 года) — за достигнутые трудовые успехи и многолетнюю добросовестную работу[18].

## Семья и увлечения
Бетин женат, имеет двоих детей и троих внуков. В свободное время Бетин любит столярничать, заниматься огородом.
Жена, Бетина Тамара Петровна, возглавляет Тамбовский региональный общественный фонд возрождения православных святынь.
Сын, Бетин Вячеслав Олегович (род. 1980), возглавлял ряд тамбовских предприятий (ООО «Бюро городского дизайна», ООО «Реал»), в 2005 году был избран депутатом Тамбовской городской думы. С 2006 года — основной владелец (68 % уставного капитала) и генеральный директор крупного строительного холдинга — ООО «Тамбовская инвестиционная компания», в состав которого входят ООО «Тамбовский проектный институт», ООО «Тамбовская строительная компания», ООО «ЖБК Тамбов» и ООО «Управляющая компания ТКС-центр».
Дочь, Бетина Екатерина Олеговна, окончила Тамбовский государственный университет.

## Скандалы
Один из выпусков программы «Специальный корреспондент» на канале Россия-1 был посвящён произволу в сфере жилищно-коммунального хозяйства города Тамбова. Главными героями очередного журналистского расследования стали губернатор области Олег Бетин, его сын Вячеслав Бетин, депутат Андрей Попов и обычные жители города.